# Municipio de Jackson (condado de Macon)
Jackson Township es una subdivisión territorial del condado de Macon, Misuri, Estados Unidos. Según el censo de 2020, tiene una población de 86 habitantes.
La subdivisión tiene un código censal Z1, que indica que no está en funcionamiento (non-functioning county subdivision).

## Geografía
Está ubicado en las coordenadas 39°54′39″N 92°20′51″O / 39.91083, -92.34750. Según la Oficina del Censo, tiene una superficie total de 93.66 km², de los cuales 93.40 km² corresponden a tierra firme y 0.26 km² están cubiertos de agua.

## Demografía
Según el censo de 2020, hay 86 personas residiendo en la zona. La densidad de población es de 0.92 hab./km². El 86.05 % de los habitantes son blancos, el 1.16 % es asiático, el 1.16 % es de otra raza y el 11.63% son de una mezcla de razas. Del total de la población, el 2.33 % son hispanos o latinos de cualquier raza.